# فهرست استان‌های سابق ژاپن
فهرست استان‌های سابق ژاپن (به ژاپنی: 令制国، Ryōseikoku) فهرستی از ولایت‌های ژاپن از قرن هفتم میلادی تا دوره میجی است.

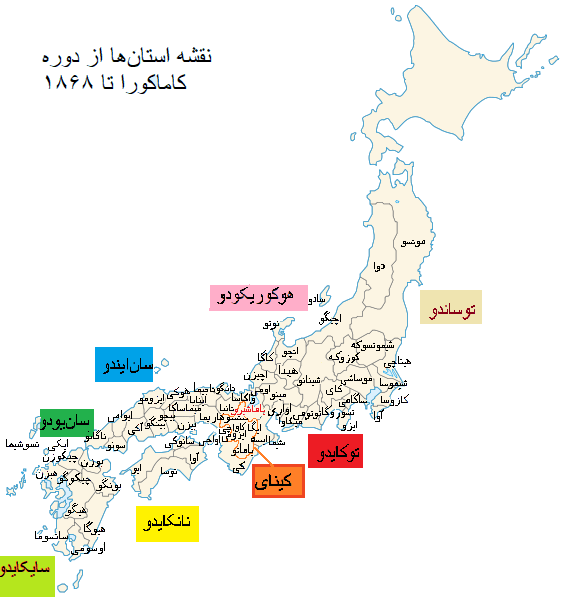
نقشه استان‌ها از دوره کاماکورا تا ۱۸۶۸

## گوکی، پنج ولایت در منطقه پایتخت(بهژاپنی:Goki،五畿)

### منطقه پایتختکینای(بهژاپنی:Kinai،畿内)
- ولایت یاماشیرو (به ژاپنی: Yamashiro، 山城国) (جوشو، سانشو، یوشو)
- ولایت یاماتو (به ژاپنی: Yamato، 大和国) (واشو)
  - از ۷۱۶ تا ۷۳۸
    - ولایت یاماتو (به ژاپنی: Yamato، 大和国)
    - ولایت یوشینو (به ژاپنی: Yoshino، 芳野監)
- ولایت کاواچی (به ژاپنی: Kawachi، 河内国) (کاشو)
- ولایت ایزومی (به ژاپنی: Izumi، 和泉国) (سنشو) - در سال ۷۱۶ ایجاد شد.

ایزومی جن (به ژاپنی: Izumi Gen، 和泉監) توسط استان کاواچی در ۷۴۰ اشغال، در سال ۷۵۷ دوباره از ولایت کاواچی مجزا شد.
- ولایت ستسو (به ژاپنی: Settsu، 摂津国) (سشّو)

## گوکی شیچیدو

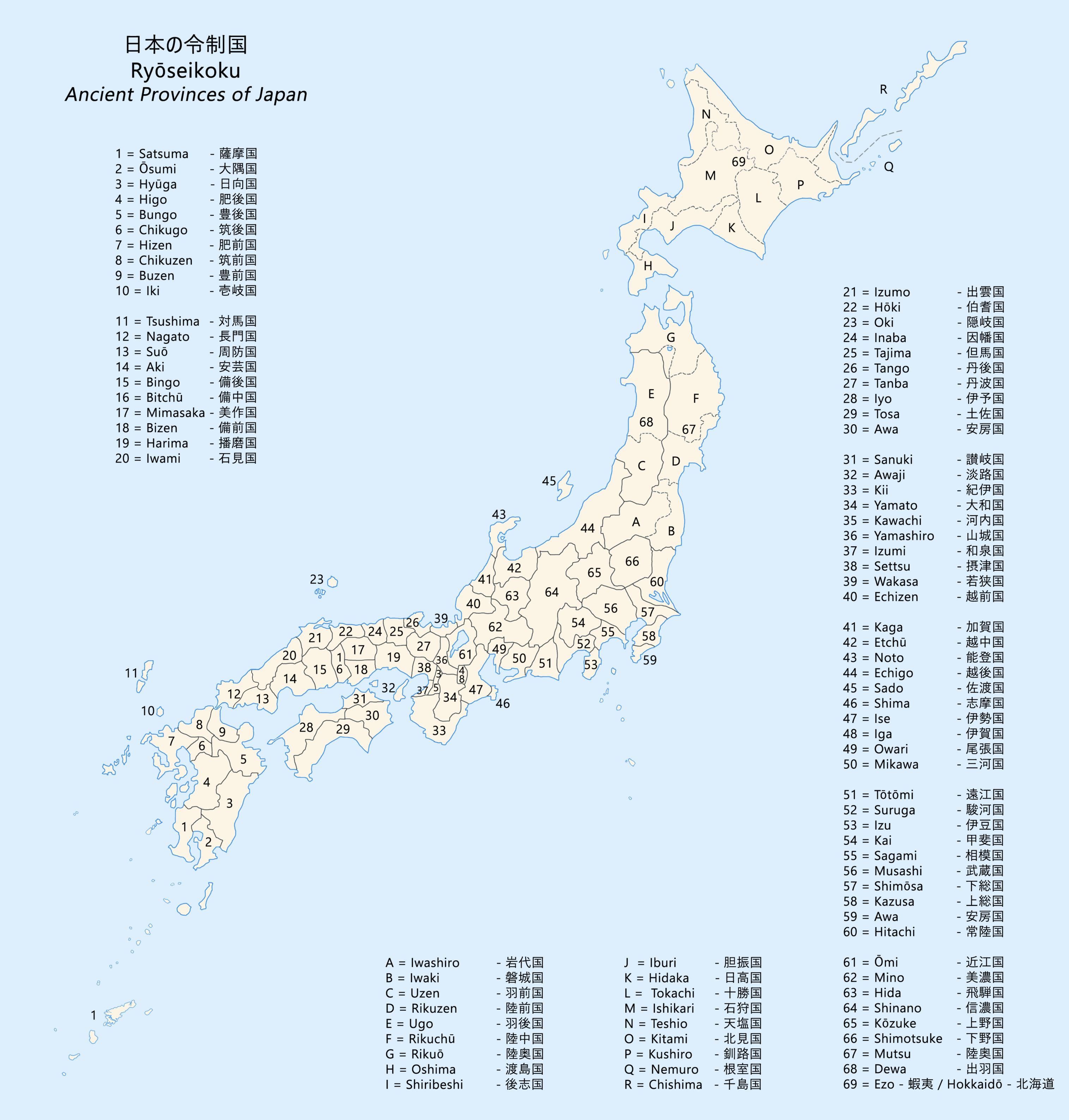
نقشه استان‌های سابق ژاپن

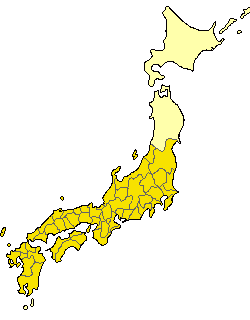
نقشه استان‌ها در ۷۰۲–۷۰۱

### توکایدو(بهژاپنی:Tōkaidō،東海道)
- ولایت ایگا (به ژاپنی: Iga، 伊賀国) (ایشو) - جدا شده از ولایت ایسه در سال ۶۸۰.
- ولایت ایسه (به ژاپنی: Ise، 伊勢国) (سیشو)
- ولایت شیما (به ژاپنی: Shima، 志摩国) (شیشو) - جدا شده از ولایت ایسه در آغاز قرن هشتم.
- ولایت اُواری (به ژاپنی: Owari، 尾張国) (بیشو)
- ولایت میکاوا (به ژاپنی: Mikawa، 三河国) (سانشو)
- ولایت توتومی (به ژاپنی: Tōtōmi، 遠江国) (انشو)
- ولایت سوروگا (به ژاپنی: Suruga، 駿河国) (سونشو)
- ولایت ایزو (به ژاپنی: Izu، 伊豆国) (زوشو) - جدا شده از ولایت سوروگا در سال ۶۸۰.
- ولایت کای (به ژاپنی: 甲斐国) (کوشو)
- ولایت ساگامی (به ژاپنی: Sagami، 相模国) (سوشو)
- ولایت موساشی (به ژاپنی: Musashi، 武蔵国) (بوشو) - در ۷۷۱ از توساندو به توکایدو منتقل شد.
- ولایت آوا (چیبا) (به ژاپنی: ، Awa)(بوشو، آنشو) - از ولایت کازوسا در سال ۷۱۸ تقسیم می‌شود. اگرچه در ۷۴۱ دوباره به آن ولایت پیوست و در ۷۸۱ دوباره از ولایت کازوسا جدا شد.
- ولایت کازوسا (به ژاپنی: [] Error: {{Lang}}: فاقد متن (راهنما)، Kazusa ) (سوشو) - تقسیم شده از ولایت فوسا در قرن هفتم میلادی
- ولایت شیموسا (به ژاپنی: Shimōsa، 下総国 (総州) (سوشو) تقسیم شده از ولایت فوسا در قرن هفتم میلادی
- ولایت هیتاچی (به ژاپنی: Hitachi، 常陸国 (常州) (جوشو)

### توساندو(بهژاپنی:Tōsandō،東山道)
- ولایت اومی (به ژاپنی: Ōmi، 近江国) (گوشو)
- ولایت مینو (به ژاپنی: Mino، 美濃国) (نوشو)
- ولایت هیدا (به ژاپنی: Hida، 飛騨国) (هیشو)
- ولایت شینانو (به ژاپنی: Shinano، 信濃国) (شینشو)
  - از ۷۰۲ تا ۷۰۱
    - ولایت سووا (به ژاپنی: Suwa، 諏訪国)
    - ولایت شینانو (به ژاپنی: Shinano، 信濃国)
- ولایت کوزوکه (به ژاپنی: Kōzuke، 上野国) (جوشو)
- ولایت شیموتسوکه (به ژاپنی: Kōzuke، 下野国) (یاشو)
- ولایت دوا (به ژاپنی: Kōzuke، 出羽国) (اوشو)
  - از سال ۱۸۶۸
    - ولایت اوزن (به ژاپنی: Uzen، 羽前国) (اوشو)
    - ولایت اوگو (به ژاپنی: Ugo، 羽後国) (اوشو)
- ولایت موتسو (به ژاپنی: Mutsu، 陸奥国) (اوشو، ریکوشو)
  - ۷۱۸
    - ولایت ایواکی (۷۱۸) (به ژاپنی: Iwaki، 石城国)
    - ولایت ایواسه (به ژاپنی: Iwase، 石背国)
    - ولایت ایواسه (به ژاپنی: Iwase، 石背国)
    - ولایت موتسو (به ژاپنی: Mutsu، 陸奥国)

  - از سال ۱۸۶۸
    - ولایت ایواشیرو (به ژاپنی: Iwashiro، 岩代国) (گانشو)
    - ولایت ایواکی (۱۸۶۸) (به ژاپنی: Iwaki، 磐城国) (بانشو)
    - ولایت ریکوچو (به ژاپنی: Rikuchū، 陸中国) (ریکوشو)
    - ولایت ریکوزن (به ژاپنی: Rikuzen، 陸前国) (ریکوشو)
    - ولایت موتسو (۱۸۶۸) (به ژاپنی: Mutsu، 陸奥国)

### هوکوریکودو(بهژاپنی:Hokurikudō،北陸道)
- ولایت واکاسا (به ژاپنی: Wakasa، 若狭国) (جاکوشو)
- ولایت اچیزن (به ژاپنی: Echizen، 越前国) (اشّو)
- ولایت کاگا (به ژاپنی: Kaga، 加賀国) (کاشو)
- ولایت نوتو (به ژاپنی: Noto، 能登国) (نوشو)
- ولایت اتچو (به ژاپنی: Etchū، 越中国) (اشّو)
- ولایت اچیگو (به ژاپنی: Echigo، 越後国) (اشّو)
- ولایت سادو (به ژاپنی: Sado، 佐渡国) (ساشو، توشو)

### سان‌ایندو(بهژاپنی:San'indō،山陰道)
- ولایت تانبا (به ژاپنی: Tamba، 丹波国) (تانشو)
- ولایت تانگو (به ژاپنی: Tango، 丹後国) (تانشو)
- ولایت تاجیما (به ژاپنی: Tajima، 但馬国) (تانشو)
- ولایت اینابا (به ژاپنی: Inaba، 因幡国) (اینشو)
- ولایت هوکی (به ژاپنی: Hōki، 伯耆国) (هاکوشو)
- ولایت ایزومو (به ژاپنی: Izumo، 出雲国) (اونشو)
- ولایت ایوامی (به ژاپنی: Iwami، 石見国) (سکیشو)
- ولایت اوکی (به ژاپنی: Oki، 隠岐国) (اونشو، اینشو)

### سان‌یودو(بهژاپنی:San'yōdō،山陽道)
- ولایت هاریما (به ژاپنی: Harima، 播磨国) (بانشو)
- ولایت میماساکا (به ژاپنی: Mimasaka، 美作国) (ساکوشو)
- ولایت بیزن (به ژاپنی: Bizen، 備前国) (بیشو)
- ولایت بیچو (به ژاپنی: Bitchū، 備中国) (بیشو)
- ولایت بینگو (به ژاپنی: Bingo، 備後国) (بیشو)
- ولایت آکی (به ژاپنی: Aki، 安芸国) (گیشو)
- ولایت سوئو (به ژاپنی: Suō، 周防国) (بوشو)
- ولایت ناگاتو (به ژاپنی: Nagato، 長門国) (چوشو)

### نانکایدو(بهژاپنی:Nankaidō،南海道)
- ولایت کی (به ژاپنی: Kii، 紀伊国) (کیشو)
- ولایت آواجی (به ژاپنی: Awaji، 淡路国) (تانشو)
- ولایت آوا (به ژاپنی: Awa، 阿波国) (آشو)
- ولایت سانوکی (به ژاپنی: Sanuki، 讃岐国) (سانشو)
- ولایت ایو (به ژاپنی: Iyo، 伊予国) (یوشو)
- ولایت توسا (به ژاپنی: Tosa، 土佐国) (دوسو)

### سایکایدو(بهژاپنی:Saikaidō،西海道)
- ولایت بوزن (به ژاپنی: Buzen، 豊前国) (هونشو)
- ولایت بونگو (به ژاپنی: Bungo، 豊後国 (豊州) (هونشو)
- ولایت چیکوزن (به ژاپنی: Chikuzen، 筑前国)(چیکوشو)
- ولایت چیکوگو (به ژاپنی: Chikugo، 筑後国) (چیکوشو)
- ولایت هیزن (به ژاپنی: Hizen، 肥前国) (هیشو)
- ولایت هیگو (به ژاپنی: Higo، 肥後国)(هیشو)
- ولایت هیوگا (به ژاپنی: Hyūga، 日向国)(نیشّو، کوشو)
- ولایت اوسومی (به ژاپنی: Ōsumi، 大隈国) (گوشو)
  - از ۷۰۲ تا ۸۲۴
    - ولایت اوسومی (به ژاپنی: Ōsumi، 大隈国)
    - ولایت تانه (به ژاپنی: Tane، 多褹国)
- ولایت ساتسوما (به ژاپنی: Satsuma، 薩摩国) (ساشّو)
- ولایت ایکی (به ژاپنی: Satsuma، 壱岐国) (ایشّو)
- ولایت تسوشیما (به ژاپنی: Tsushima، 対馬国) (تایشو)

## هاچیدو(بهژاپنی:Hachidō،八道)

### هوکایدو(بهژاپنی:北海道)
تغییر نام از منطقه ایزو به هوکایدو و ایجاد ۱۱ استان سابق هوکایدو (۱۸۸۲–۱۸۶۹)
- ولایت اوشیما (به ژاپنی: Oshima، 渡島国)
- ولایت شیریبه‌شی (به ژاپنی: Shiribeshi، 後志国)
- ولایت ایبوری (به ژاپنی: Iburi، 胆振国)
- ولایت ایشیکاری (به ژاپنی: Ishikari، 石狩国)
- ولایت ته‌شیو (به ژاپنی: Teshio، 天塩国)
- ولایت کیتامی (به ژاپنی: Kitami، 北見国)
- ولایت هیداکا (به ژاپنی: Hidaka، 日高国)
- ولایت توکاچی (به ژاپنی: Tokachi، 十勝国)
- ولایت کوشیرو (به ژاپنی: Kushiro، 釧路国)
- ولایت نمورو (به ژاپنی: Nemuro، 根室国)
- ولایت چیشیما (به ژاپنی: Chishima، 千島国)